# První tichomořská válka
Tichomořské války představovaly dva ozbrojené konflikty některých zemí Latinské Ameriky v 19. století, které měly teritoriální vztah k Tichému oceánu a Jižní Americe.
První tichomořská válka byla konfliktem mezi Španělskem a koalicí Peru, Ekvádoru, Chile a Bolívie, který se odehrál v období 1864 - 1866.

## Nástin událostí

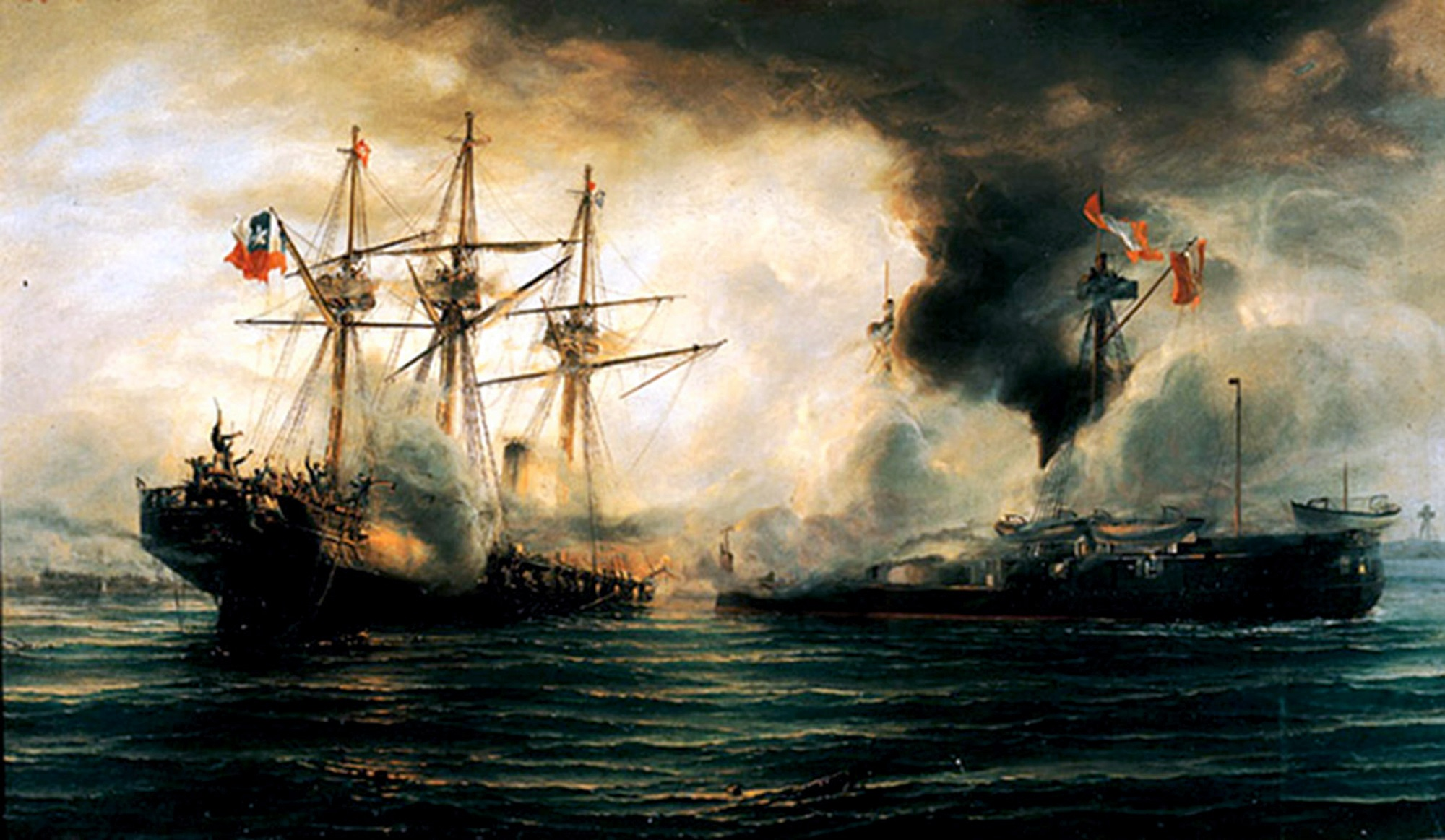
Námořní bitva u Iquique: Esmeralda versus Huáscar

14. dubna 1864 španělské loďstvo zabralo peruánské ostrovy Chinca, což mělo za následek nespokojenost a v roce 1865 samotné povstání peruánského obyvatelstva, které se stalo roznětkou 1. tichomořské války mezi Španělskem a koalicí Peru, Ekvádoru, Chile a Bolívie. K otevření bojů došlo 14. ledna 1866 v námořní bitvě u ostrova Chiloé, ve které triumfovaly spojené síly Peru a Chile. Chilská korveta Esmeralda mezitím v bitvě u Papuda obsadila škuner Covadonga a spojenecká eskadra odrazila španělský útok v námořní bitvě u Abtaa. Oslabené španělské loďstvo se vzmohlo na březnové ostřelování a blokádu peruánských přístavů Valparaiso a Callao, ale 12. května 1866 odplulo bez úspěchu s poškozenými loďmi zpět ke břehům Evropy. Tím byla válečná fáze konfliktu vyčerpána.

## Výsledek
Následoval podpis příměří ve Washingtonu, D.C. roku 1871 a následná mírová smlouva z roku 1879, která deklarovala nezávislost Peru.